# Binary Format for Scene
Pour les articles homonymes, voir BIFS.
 (décembre 2022).
Si vous disposez d'ouvrages ou d'articles de référence ou si vous connaissez des sites web de qualité traitant du thème abordé ici, merci de compléter l'article en donnant les références utiles à sa vérifiabilité et en les liant à la section « Notes et références ».
 (décembre 2022).
Le langage BInary Format for Scene (BIFS) est un format binaire pour du contenu multimédia en deux ou trois dimensions.
Il est basé sur le langage de description d'univers virtuels en 3 dimensions VRML auquel on a ajouté des particularités comme la gestion de la 2D et des notions de timing.
Dans le cadre d'une compression au format MPEG-4, un fichier texte écrit en langage BIFS est adjoint aux objets médias. Les objets médias et ce fichier sont ensuite encapsulés dans un même fichier dont l'extension est .mp4.
Ainsi, le langage BIFS permet de gérer les interactions utilisateurs dans le cadre de vidéos au format MPEG-4. Il illustre la partie 11 de MPEG-4.